# سعد الجوهر

سعد جوهر عبد العزيز (مواليد 1365هـ-)، لاعب كرة قدم سعودي سابق، لعب في مركز الدفاع في نادي النصر والمنتخب السعودي. وهو أكثر لاعب حمل كؤوس في تاريخ نادي النصر بواقع 11 بطولة كقائد للفريق.[بحاجة لمصدر]
يصنفه الكثير من المؤرخين والمهتمين بالكرة السعودية أنه من أبرز من حمل شارة القيادة نظراً لشخصيته القوية إضافة لامكانياته المميزة دفاعياً. لقبه رئيس نادي النصر السابق الأمير عبد الرحمن بن سعود  بصاحب الجمجمة الذهبية لكثرة الأهداف التي سجلها بالرأس. وهو الشقيق الأكبر للاعب ومدرب النصر والمنتخب السابق ناصر الجوهر.

## مسيرته الكروية
بدأ سعد الجوهر حياته الرياضية بحي العطايف الذي كان مرتعاً لصباه ومنطلقاً لنجوميته حيث داعب (الكرة) مع أبناء الحي ومنهم سعد بن خليف وعبد العزيز الجنوبي ومحمد بن نفيسة وفهد وعبد العزيز (أبناء الوثلان) وذلك في النصف الثاني من الحقبة السبعينية، انتقل لفريق الشاطئ ثم تحول لفريق نمور الهلال (قبل مجيءحركة تصنيف الاندية) وقد احتوى هذا الفريق الشاب ومده بالكور والملابس الشيخ عبد الرحمن بن سعيد.
وبعد عدة أشهر انتقل الفريق بالقشلة وكان يتزعمه النصراوي الشهير أحمد عبد الله (البربري) حيث ضم مجموعة كبير من اللاعبين الذين سجلوا بالنصر رسمياً ومنهم عبد الله بن نزهان وعبد الله امان وعبد الرحمن بن حوبان وفيصل العسيلان عن طريق (البربري) الذي كان يعمل آنذاك في فندق اليمامة ويصرف على هذه المجموعة الشابة ويمدها بالكور والملابس.
استمرت هذه الأسماء حتى عام 1380هـ حيث سجلت رسمياً بكشوفات فريق النصر بعد مجيء حركة تصنيف وإدارة الاندية.
وجاء انضمام سعد الجوهر لفريق النصر شبلاً بتأثير قوي ومباشر من ابني المختار (عبد الله، ومحمد) وهما من رواد الحركة التأسيسية لنادي النصر ومن المعاصرين للاحداث التاريخية للمسيرة الصفراء.
مثل فريق النصر في الدرجة الثانية (اشبال) في حط الهجوم وتحديداً جناح أيسر ثم تحول لخط الوسط عقب استدعائه للفريق الأول.. يقول سعد الجوهر ضمن حديثه انه لا ينسى ادوار وافضال عدد من المدربين الذين اشرفوا على تدريبه في مشواره الرياضي وابرزهم عبد الرحمن الجوكر وأحمد عبد الله والثرنة وهؤلاء ساهموا في صقل موهبته ودعم قدراته الفنية البارعة.

## موهبته
تجلت موهبته في خط الوسط.. رغم صغر سنه في هذا النادي العريق ووجد الفرصة لتمثيله على مستوى الفريق الأول بصورة مبكرة من عمره الرياضي حيث مثله وهو ابن 16 عاماً غير ان هذا النجاح المبكر عزز حظوظه في حمل شارة القيادة النصراوية بعد سنوات قليلة من ارتداء الشعار الأصفر.
وحمل (سعد الجوهر) شارة القيادة ضاعف من مسؤوليته وأجج الحماس بداخله بصورة أكبر بيد ان مسؤولية القيادة بلا شك كانت اعظم وشرفاً في الوقت ذاته!
عاصرت الجمجمة الذهبية ابرز جيلين مرا بتاريخ هذا النادي العريق فقد لعب مع جيل البداية والتأسيس محمد بن نفيسة وسعود ابوحيدر وعبد الله امان وناصر كرداش وعبد الرحمن بن حوبان ورزق سالمين ومحمد بلال وميزر امان وفيصل العسيلان وناصر بن نفيسة وغيرهم ثم الجيل الذهبي الذي قاد المسيرة الصفراء للفوز بالبطولات والإنجازات المتنوعة وهم جيل خالد التركي ومبروك التركي والأمير ممدوح بن سعود ومحمد سعد العبدلي وحسن أبو عيد وناصر الجوهر وبقية الأسماء اللامعة الذين كانت تزخر بهم الخارطة النصراوية في تلك الحقبة.

## مشواره الدولي
انضم سعد في البداية إلى منتخب الوسطى ومثله اساسياً في دورة كأس المصيف بالطائف لمنتخبات المناطق في النصف الثاني من عقد الثمانينيات، ثم رشح لتمثيل منتخب المملكة ولعب في صفوفه منذ عام 1387ه حتى عام 1392ه حيث اختير ضمن أول جيل مثل منتخب المملكة رسمياً في دورة كأس الخليج الأولى بالبحرين عام 1390ه فنال بذلك شرفاً تاريخياً مع الأخضر في المنامة.
وبسبب الإصابة في الركبة لم يشارك في الدورة الثانية بالرياض عام 1392هـ حيث شارك فقط في فترة التحضير والتي أقيمت بالمنطقة الغربية وقد تكفل بهذا المعسكر الأمير عبد الله الفيصل.

## كيف حفظ (الجوهر) النصر من الضياع؟!
يقول حارس النصر في الثمانينيات محمد بن نفيسة.. ان الكابتن سعد الجوهر كان يعد خلف بقاء فارس نجد في دائرة الضوء بعد ان كان قاب قوسين أو ادنى من الحل والضياع بسبب الإغراءات التي حصل عليها بعض لاعبي النصر (اوائل الثمانينيات) وهم ناصر كرداش وعبد الله امان وناصر بن نفيسة من فريق اتحاد الرياض (قبل حله) حين وقعوا في كشوفاته الأمر الذي اثار حفيظة بعض لاعبي النصر فرفضوا تجديد توقيعهم نهاية الموسم عندما علموا بتوقيع الثلاثي في كشوفات الاتحاد. وطبقاً لنظام التصنيف والثثبيت في تلك الحقبة كان ينص على قيام جميع لاعبي الاندية بتجديد توقيعهم في كشوفات انديتهم إذا رغبوا البقاء مع فرقهم نهاية كل عام.. ولاصرار لاعبي النصر حيال عدم تجديد التوقيع كاد الأصفر ان يدلف نفق الحل والضياع لو لا قيام النجم الراحل سعد الجوهر باقناع زميله ناصر كرداش بحكم علاقته المتينة ومكانته الرفيعة عنده بان يبطل توقيعهم.
وبالفعل استجاب كرداش لطلب (سعد) ونجح في سحب كشوفات الاتحاد التي وقعوا عليها وتمزيقها بعيداً عن الانظار ليعود هذا الثلاثي لناديهم الاصلي ومن ثم وقعّ الجميع في كشوفات النصر في صورة بطولية جسدها الفقيد عكست بالتأكيد حبه وولاءه لفارس نجد!!.

## اعتزاله ووفاته
في عام 1393 قرر وضع حد لمسيرته الكروية بعد معاناته مع الإصابة التي حرمته كثيراً من تمثيل الفريق، ليلسم شارة القيادة لشقيقه الأصغر ناصر الجوهر. كانت إدارة النصر قد اقامت حفل تكريم جماعي لأبرز اللاعبين الذين خدموا المسيرة الصفراء بكل اخلاص وتفان حيث تم تكريم كل من سعد الجوهر وأحمد الدنيني وناصر كرداش وسعود العفتان وجوهر مرزوق في النصف الثاني من الحقبة التسعينية تقديراً لهم.
في عام 1424هـ غيّبه الموت بعد معاناة طويلة مع المرض أصيب خلالها بداء الغرغرينا فاستؤصلت ساقه اليمنى أواخر عام 1422هـ ثم بترت ساقه اليسرى وأصيب أثناء اقامته بالمستشفى بفشل كلوي جراء داء السكري الذي عانى منه كثيراً وظل لفترة طويلة أسيراً للمرض حتى توفي صباح الثلاثاء 22 محرم 1424.

## إسهاماته مع النصر
- الفوز بدوري الدرجة الثانية عام 1383هـ.
- الفوز بالدوري العام ثمانية مرات اعوام 86 و87 و88 و89 و90 و91 و92 و93هـ.
- تحقيق لقب دوري الشرقية عام 1392هـ.
- تحقيق كأس شهداء فلسطين عام 1389هـ.
- تحقيق كأس ولي العهد عام 1393هـ.

## وصلات خارجية ومصادر
- خبر وفاته
- سيرة حياته